# Murallas de Benafigos

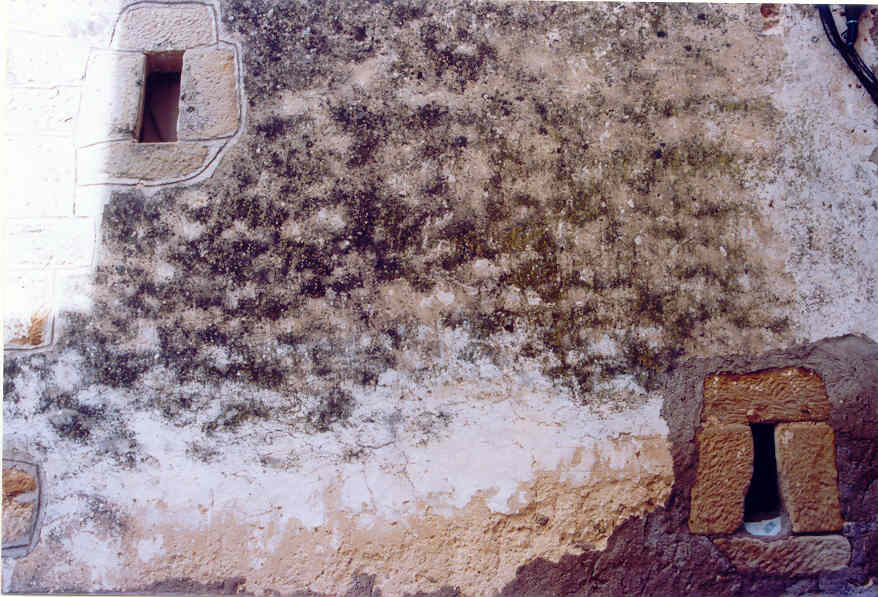
Restos de la muralla del castillo de Benafigos, en una casa de la actual calle del Rabal.

Las Murallas de Benafigos, situadas en la población del mismo nombre, de la comarca del Alcalatén, de la provincia de Castellón, son, por declaración genérica,  Bien de Interés Cultural, con código: 12.04.025-001, no presentando todavía número de anotación ministerial, y as´consta en la Dirección General de Patrimonio Cultural de la Generalidad Valenciana.
Benafigos, tiene su historia enlaza con la del Castillo de Culla, viviendo por ello una evolución histórica prácticamente idéntica, y pasando de manos a manos por los mismos señores, en los mismos momentos.

## Historia
Su origen puede datarse de la época árabe, y, dada su situación geográfica, pudo deberse su creación a motivos estratégicos defensivos militares. Es por ello por lo que en un primer momento la población contó con castillo y murallas que lo fortificaban; lamentablemente en la actualidad no quedan prácticamente ni restos de ambas construcciones, ya que poco a poco se fue edificando sobre ellos, pasando a formar parte de la estructura urbana de la población.
Como parte de  la Setena de Culla, en 1303 Guillem de Anglesola la vendió a la Orden del Temple, y tras la desaparición de ésta, pasó después a la de Montesa en 1319. A finales del siglo XVIII pasó a depender de la gobernación de Morella.

## Descripción
Tanto el castillo, que parece ser tenía planta circular y estaba situado en la parte alta del casco urbano; como las murallas que lo rodeaban, han desaparecido como tal, aunque sus restos se pueden apreciar fundidos con las casas de la villa.
No se tiene constancia de su participación decisiva en conflictos armados, lo que lleva apensar que su desaparición se debió a la pérdida de funcionalidad defensiva y a la necesidad de contar con materiales para la construcción de edificios para la población civil.
Por ello, en Benafigos es muy habitual que en el interior de las viviendas se encuentren arcadas, como ocurre por ejemplo,  con el arco en el interior de casa de Clara, situado  en la Plaza de la Iglesia,  que se encuentra  en perfecto estado desde los tiempos del antiguo Castillo de Benafigos.  Así, la mayoría de las casas de la parte alta del pueblo fueron construidas encima mismo de la estructura inicial del castillo de defensa que había antiguamente, lo que hace que muchas casas presenten excelentes portadas de piedra.